# اتو (مجارستان)

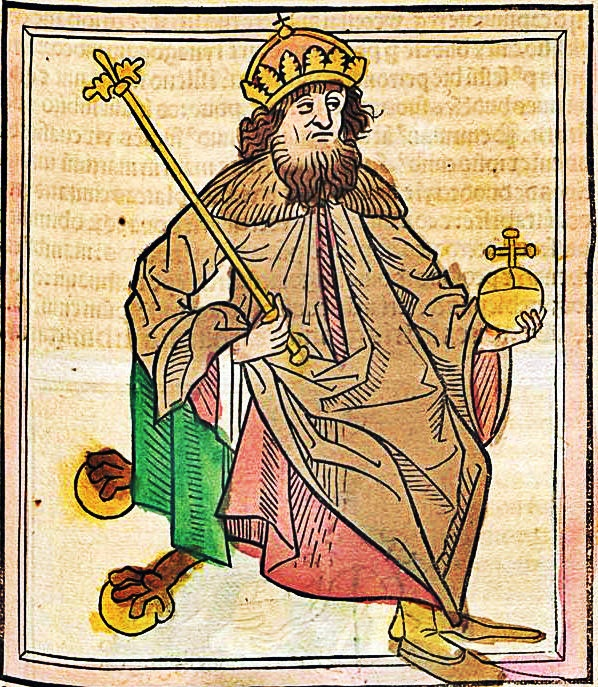
نگاره‌ای از اتو مربوط به سدهٔ پانزدهم میلادی

اتو (به مجاری: Ottó)(زادهٔ ۱۱ فوریهٔ ۱۲۶۱- مرگ ۹ نوامبر ۱۳۱۲) عضو دودمان ویتلسباخ، دوک باواریای پایین میان سال‌های ۱۲۹۰ تا ۱۳۱۲ میلادی و پادشاه مجارستان و کرواسی از ۱۳۰۵ تا ۱۳۰۷ بود. او با عنوان بلای پنجم بر مجارستان فرمان می‌راند.

## زندگی
او پسر هاینریش سیزدهم دوک باواریا بود. مادرش الیزابت نوهٔ بلای چهارم بود. او پس از پدر به فرمانروایی باواریای پایین رسید. او از مخالفان دودمان هاپسبورگ بود. اتو کوشید تا بر اشتایرمارک چیرگی یابد. در ۱۳۰۱ بدو که از سوی مادر از تبار شاهان مجار بود، پادشاهی این کشور را پیش‌نهادند، ولی او تا ۱۳۰۵ این پادشاهی را پذیرا نشد. در این سال ونتسل پادشاه بوهم از ادعای پادشاهی بر مجارستان دست کشید و اتو عهده‌دار این سمت شد. بیشتر زمان پادشاهای او به درگیری در اتریش و مجارستان گذشت و بنیهٔ اقتصادی سرزمین زیر فرمانش به ضعف گرایید. زمان پادشاهی او و ونتسل بر مجارستان را دورهٔ فترت این کشور شمرده‌اند. مرگ او در لندشوت رخ‌داد.